# Ananepa doda
Ananepa doda är en fjärilsart som beskrevs av Swinhoe 1902. Ananepa doda ingår i släktet Ananepa och familjen nattflyn. Inga underarter finns listade i Catalogue of Life.